# Кістковий лабіринт
Кісткови́й лабіринт, або інакше кістковий лабіринт внутрішнього вуха (лат. labyrinthus osseus) — система порожнин у скроневій кістці. Всередині кісткового лабіринту знаходиться сполучнотканинний перетинчастий лабіринт, який фактично дублює кістковий, але має менші розміри.
Між кістковим і перетинчастим лабіринтами знаходиться перилімфа — рідина, що за своїм складом нагадує плазму крові, в якій переважає вміст іонів натрію.
Довжина кісткового лабіринту становить приблизно 20 мм, своїм довгим розміром він розташовується паралельно задньої поверхні піраміди скроневої кістки.
Складається лабіринт з трьох частин: передньої — завитки; середньої — переддвер'я, або присінка; задньої — трьох півколових каналів.